# ربيعة بن مكدم الكناني
ربيعة بن مكدم الفراسي الكناني فارس عربي من قبيلة كنانة وأحد فرسان العرب المعدودين في الجاهلية وصاحب الفرس: اللطيم. اشتهر بلقب حامي الظعائن حيا وميتا وضربت به العرب المثل في الشجاعة والنجدة فقالوا: أشجع من ربيعة بن مكدم وأحمى من مجير الظعن. وكان يعقر على قبره في الجاهلية ولم يعقر على قبر أحد في الجاهلية غيره.

## نسبه
- هو: ربيعة بن مكدم بن عامر بن خويلد وقيل حرثان وقيل حدبان بن جذيمة بن علقمة بن فراس بن غنم بن ثعلبة بن مالك بن كنانة بن خزيمة بن مدركة بن إلياس بن مضر بن نزار بن معد بن عدنان.[3]

وكان قومه بنو فراس من كنانة أحد أشجع وأنجد أحياء العرب حتى قيل إن الرجل منهم يعدل عشرة من غيرهم. وكان جده جذل الطعان الكناني علقمة بن فراس من أشهر فرسان العرب وكان ذا شعر وفخر. وقال علي بن أبي طالب لجيشه من أهل الكوفة في وقعة صفين كناية عن شجاعة بني فراس وبلائهم وثباتهم الشديد في الحروب:

## رده غزو قبيلة غامد لقومه
غزا جمع من قبيلة غامد الأزدية بني فراس من قبيلة كنانة،  فقالوا حين شارفوا الحي: « كم ترون يلقانا ونحن مئتا رجل؟ » فلقيهم ربيعة بن مكدم فهزمهم ورد جمعهم، فقالت امرأة غامدية:

| ألا هل أتاها على نأيها  |  | بما فضحت قومها غامد |
| تمنيتم مئتي فارس        |  | فردكم فارس واحـد    |
| فليت لنا بارتباط الخيول |  | ضأنا لها حالب قاعد  |

قال السيوطي: البيت بلا نسبة، وقال ابن منظور في لسان العرب: البيت بلا نسبة، وقال صاحب كتاب تهذيب اللغة: البيت بلا نسبة، وقال الزبيدي في كتابه تاج العروس: البيت بلا نسبة
رواية أخرى في قتل ربيعة:

| نعم الفتى أدى نبيشة رحله |  | يوم الكديد نبيشة بن حبيب |

وربيعة بن مكدم - رجل من بني كنانة، وكان قتله أهبان بن غادية الخزاعي، وقيس تقول: قتله نبيشة بن حبيب السلمي، وكان أهبان أخا نبيشة لأمه، وكان أتاه زائراً. وأغار ربيعة بن مكدم على بني سليم، فخرج أهبان مع أخيه، فحمل عليه فقتله، وحمل أخو ربيعة على أهبان فقتله، فلأنه في بني سليم، قال حسان:
نفرت قلوصي من حجارة حرة
لأن الحرة هناك لبني سليم، وفي تصداق ما تدعيه خزاعة يقول أهبان:

| ولقد طعنت ربيعة بن مكدم |  | يوم الكديد فخر غير موسد  |
| في عارض شرق بنات فؤاده  |  | منه بأحمر كالنقيع المجسد |
| ولقد وهبت سلاحه وجواده  |  | لأخي نبيشة قبل لوم الحسد |

وقال أخو ربيعة يجيبه:

| فات ابن غادية المنية بعد ما |  | رفعت أسفل ذيله بالمطرد      |
| قل لابن غادية المتاح لقتلنا |  | ما كان يقتلنا الوحيد المفرد |

يريد أن أهبان مفرد من قومه في أخواله.
وقال أيضاً:

| فإن تذهب سليم بوتر قومي |  | فأسلم من منازلنا قريب |

## مبارزته عمرو بن معديكرب الزبيدي
جاء الفارس العربي المشهور عمرو بن معديكرب الزبيدي إلى أمير المؤمنين عمر بن الخطاب فسأله عمر عن أفرس العرب وقال له: «أخبرني عن أشجع من رأيت» فقال عمرو بن معديكرب: يا أمير المؤمنين، قد كنت أكره الكذب في الجاهلية وأنا مشرك فكيف إذ هداني الله للإسلام؟ لقد قلت ذات يوم لخيل من بني ذهل: هل لكم في الغارة؟ قالوا: على من؟ قلت: على بني البكاء، قالوا: مغار بعيد على شدة كلب وقلة سلب، قلت: فعلى من؟ قالوا: على هذا الحي من كنانة فإنه بلغنا أن رجالهم خلوف. فخرجت في خيل حتى انتهيت إلى واد من أوديتهم فدفعت إلى قوم سراة؛ قال له عمر: « وما أدراك أنهم سراة؟» قال: انتهيت إلى قباب عظيمة من أدم، وقدور متأقة وإبل وغنم، فقال عمر: « هذا لعمري علامة السرور»، قال عمرو: فانتهينا إلى أعظمها قبة فأكشفها عن جارية مثل المهاة، فلما رأتني ضربت يدها على صدرها وبكت، فقلت: ما يبكيك؟ قالت: ما أبكي على نفسي ولا على المال، فقلت: على أي شيء تبكين؟ قالت: على جوار أتراب لي قد ألفتهن وهن في هذا الوادي، قال: فهبطت الوادي على فرسي فإذا أنا بامرئ لم أر قط أحسن من وجهه، وهو غلام يخصف نعله، عليه ذؤابة يسحبها، وإلى جانبه سيف موضوع، فلما رأيته علمت أن الجارية قد خدعتني وما كرتني، فلما رآني الرجل قام غير مكترث، ثم ركض فسبقني إلى البيوت، فوجدهن قد ارتعن، فقال:

| مهلا نسياتي لا تروعن      |  | إن يمنع اليوم نساء تمنعن |
| أرخين أذيال المروط وارتعن |  |                          |

ثم علا رابية، فلما نظر إلى قباب قومه مطروحة حمل علي وهو يقول:

| قد علمت إذ منحتني فاها   |  | ولحفتني بكرة رداها        |
| أني سأحمي اليوم من حماها |  | يا ليت شعري ما الذي دهاها |

فقلت مجيبا له:

| عمرو على طول السرى دهاها |  | بالخيل يزجيها على وجاها |
| حتى إذا جل بها احتواها   |  |                         |

ثم حملت عليه وأنا أقول:

| أنا ابن عبد الله محمود الشيم |  | مؤتمن الغيب وفي بالذمم |
| من خير من يمشي بساق وقدم     |  |                        |

قال: فحمل علي وهو يقول:

| أنا ابن ذي الاقيال أقيال ألبهم |  | من يلقني يُود كما أُودت إرم |
| أتركه لحما على ظهر وضم         |  |                           |

قال: واختلفنا ضربتين، فأضربه أحذر من العقعق، ويضربني أثقف من الهر، فوقع سيفه في قربوس سرجي فقطعه، وعض كاثبة الفرس، فلما دنوت منه قال: أتطردني أو أطردك؟ قلت: بل أطردك، وركضت في أثره، حتى إذا مكنت السنان من كتفيه أتكأت عليه فاذا هو لبب فرسه، ثم استوى في سرجه، فقلت: أقلني ! قال: اطرد، فطردته، حتى ظننت أن السنان في ماضغيه فاعتمدت عليه فاذا هو قائم في الأرض والسنان ماض، واستوى على فرسه، فقلت: أقلني ! قال: قد أقلتك فاطرد، فطردته، حتى إذا أمكنت السنان من متنه اتكيت عليه وأنا أظن أن قد فرغ منه جال في سرحه حتى نظرت إلى يده في الأرض، ومضى السنان زالجا، ثم استوى، وقال: أبعد ثلاث تريد ماذا ؟ ! اطردني ثكلتك أمك ! فوليت وأنا مرعوب منه، فلما غشيني التفت فاذا هو يطردني بالرمح بلاسنان، فكف عني واستنزلني، فنزلت ونزل، فجز ناصيتي ثم قال: انطلق فإني أنفس بك عن القتل ! فكان ذلك عندي - والله يا أمير المؤمنين - أشد من القتل، فوثبت على رجلي قائما وقلت: يا هذا ما كان يلقاني من العرب إلا ثلاثة: الحارث بن ظالم لسنه والتجربة، وعامر بن الطفيل للشرف والنجدة، وربيعة بن مكدم للحياء والبأس، فمن أنت ثكلتك أمك؟ قال: بل من أنت ثكلتك أمك؟ قلت: أنا عمرو بن معديكرب الزبيدي، قال: وأنا ربيعة بن مكدم، قلت: اختر مني إحدى ثلاث خصال: إما أن نتضارب بسيفينا حتى يموت الأعجز؛ وإما أن نصطرع فأينا صرع صاحبه قتله، وإما المسالمة، قال: ذاك إليك فاختر، قلت: إن بقومك إليك حاجة وبقومي إلي حاجة، والمسالمة أولى وخير للجميع. ثم أخذت بيده فأتيت به أصحابي وقلت لهم: خلوا ما بأيديكم قالوا: يا أبا ثور غنيمة باردة بأيدينا تأمرنا أن نتركها؟ فقلت لهم: لو رأيتم ما رأيت لخليتم وزدتم، خلوا وسلوني عن فرسي ما فعل؛ قال: فتركنا ما بأيدينا وانصرفنا راجعين.

## لقاؤه دريد بن الصمة وفرسان بني جشم
كانت بين قبائل كنانة وقبائل قيس عيلان من مضر في الجاهلية غارات أثناء وبعد حرب الفجار بينهم وذات يوم خرج دريد بن الصمة الجشمي الهوازني على رأس جمع من جشم من قبيلة هوازن القيسية يريدون الغارة على بني فراس من قبيلة كنانة حتى إذا كانوا في واد لبني كنانة رأوا رجلا في ناحية الوادي معه ظعينة فلما نظر إليه دريد بن الصمة قال لفارس من أصحابه: صح به: خل عن الظعينة وانج بنفسك، وهم لا يعرفونه فلما انتهى الفارس إلى ربيعة صاح به وألح عليه أن يترك الظعينة فلما أبى ربيعة ألقى زمام الناقة وقال:

| سيرى على رسلك سير الآمن   |  | سير رداح ذات جأش ساكن    |
| إن انثنائي دون قرني شائني |  | أبلى بلائي وأخبري وعايني |

ثم حمل عليه فصرعه وأخذ فرسه فأعطاه للظعينة. فبعث دريد فارسا آخر لينظر ما صنع صاحبه. فلما انتهى إليه ورأى ما صنع صاح به. فتصامم عنه كأن لم يسمع. فظن أنه لم يسمع فغشيه. فألقى ربيعة زمام الراحلة إلى الظعينة، ثم خرج وهو يقول:

| خل سبيل الحرة المنيعة     |  | إنك لاق دونها ربيعة   |
| في كفه خطية مطيعة         |  | أولا فخدها طعنة سريعه |
| والطعن مني في الوغى شريعة |  |                       |

ثم حمل عليه فصرعه. فلما أبطأ على دريد بعث فارسا لينظر ما صنع الفارسان. فلما انتهى إليهما رآهما صريعين، ونظر إليه يقود ظعينته ويجر رمحه. فقال له الفارس: خل عن الظعينة. فقال ربيعة للظعينة: أقصدي قصد البيوت، ثم أقبل عليه فقال:

| ماذا تريد من شتيم عابس |  | ألم تر الفارس بعد الفارس |
| أرداهما عامل رمح يابس  |  |                          |

ثم حمل عليه فصرعه وانكسر رمحه. وارتاب دريد فظن أنهم قد أخذوا الظعينة وقتلوا الرجل. فلحق دريد ربيعة، وقد دنا من الحي، ووجد أصحابه قد قتلوا، فقال: "أيها الفارس، إن مثلك لا يُقتل، ولا أرى معك رمحك والخيل ثائرة بأصحابها، فدونك هذا الرمح فإني منصرف إلى أصحابي ومثبطهم عنك:. وانصرف دريد إلى أصحابه، وقال لهم: "إن فارس الظعينة قد حماها وقتل أصحابكم وانتزع رمحي، ولا مطمع لكم فيه". فانصرف القوم. فقال دريد في ربيعة:

| ما إن رأيت ولا سمعت بمثله  |  | حامي الظعينة فارسا لم يقتل |
| أردى فوارس لم يكونوا نهزة  |  | ثم استمر كأنه لم يفعل      |
| متهللا تبدو أسرة وجهه      |  | مثل الحسام جلته كف الصيقل  |
| يزجي ظعينته ويسحب رمحه     |  | متوجها يمناه نحو المنزل    |
| وترى الفوارس من مهابة رمحه |  | مثل البغاث خشين وقع الأجدل |
| يا ليت شعري من أبوه وأمه   |  | يا صاح من يك مثله لا يجهل  |

فرد عليه ربيعة بن مكدم قائلا:

| إن كان ينفعك اليقين فسائلي  |  | عني الظعينة يوم وادي الأخرم |
| إذ هي لأول من أتاها نهبة    |  | لولا طعان ربيعة بن مكدم     |
| إذ قال لي أدنى الفوارس منهم |  | خل الظعينة طائعا لا تندم    |
| فصرفت راحلة الظعينة نحوه    |  | عمدا ليعلم بعض ما لم يعلم   |
| وهتكت بالرمح الطويل إهابه   |  | فهوى صريعا لليدين وللفم     |
| ومنحت آخر بعده جياشة        |  | نجلاء فاغرة كشدق الأضجم     |
| ولقد شفعتهما بآخر ثالث      |  | وأبى الفرار عن العداة تكرمي |

ثم بعد مقتل ربيعة بن مكدم لم تلبث بنو فراس من كنانة أن أغارت على بني جشم من هوازن فقتلوا منهم وأسروا دريد بن الصمة الهوازني أسره المخارق الكناني، فأخفى دريد نفسه؛ فبينا هو عندهم محبوس إذ جاءه نسوةٌ يتهادين إليه، فصرخت ريطة بنت جذل الطعان الكنانية زوجة ربيعة بن مكدم فقالت: "هلكتم وأهلكتم! ماذا جرّ علينا قومنا! هذا والله لذي أعطى ربيعة رمحه يوم الظعينة!"، ثم ألقت عليه ثوبها وقالت: "يا آل فراسٍ، أنا جارةٌ له منكم، هذا صاحبنا يوم الوادي"، فسألوه: "من هو؟" فقال: أنا دريد بن الصمة، فمن صاحبي؟ قالوا: "ربيعة بن مكدم"، قال: "فما فعل؟" قالوا: "قتله بنو سليم"، قال؛ "فما فعلت الظعينة؟" قالت المرأة: "أنا هيه وأنا امرأته"، فحبسه القوم وآمروا أنفسهم، فقال بعضهم: "لا ينبغي لدريد أن نكفر نعمته على صاحبنا". وقال آخرون: "والله لا يخرج من أيدينا إلا برضا المخارق الكناني الذي أسره، فانبعثت المرأة في الليل وهي ريطة بنت جذل الطّعان تقول:

| سنجزي دريداً عن ربيعة نعمةً   |  | وكلّ امرئ يجزى بما كان قدّما      |
| فإن كان خيراً كان خيراً جزاؤه |  | وإن كان شرّاً كان شرّاً مذمما       |
| سنجزيه نعمى لم تكن بصغيرة   |  | بإعطائه الرّمح الطويل المقوّما    |
| فقد أدركت كفاه فينا جزاءه   |  | وأهلٌ بأن يجزي الذي كان أنعما    |
| فلا تكفروه حقّ نعماه فيكم    |  | ولا تركبوا تلك التي تملأ الفما  |
| فلو كان حياً لم يضق بثوابه   |  | ذراعاً غنياً كان أو كان معدما     |
| ففكّوا دريداً من إسار مخارقٍ   |  | ولا تجعلوا البؤسى إلى الشر سلّما |

فلما أصبحوا أطلقوه، فكسته وجهّزته ولحق بقومه، فلم يزل كافاً عن غزو بني فراس حتى مات.

## مقتله ورثاء العرب له
وقع بين قبيلة بني سليم القيسية وبين بني فراس من قبيلة كنانة تدارؤ، فقتلت بنو فراس رجلين من قبيلة سليم، ثم ودوهما، فلما كان بعد حين خرج نبيشة بن حبيب السلمي في ركب من قومه، فلما كانوا بالكديد بصر بهم نفر من بني فراس فيهم عبد الله بن جذل الطعان الكناني، والحارث بن مكدم الكناني، وأبو الفارعة الكناني، وربيعة بن مكدم الكناني فلما رآهم الحارث بن مكدم قال: «هؤلاء بنو سليم يطلبون دماءهم»، فرد عليه ربيعة: «أنا أذهب حتى أعلم علم القوم فآتيكم بخبرهم» وتوجه نحوهم، فلما ذهب صاحت بعض ظعن كنانة: «أن هرب ربيعة»، فعطف وقد سمع قولهن قائلا:

| لقد علمن أنني غير فرق   |  | لأطعننّ طعنةً وأعتنق      |
| وأصبحنّهم حين تحمرّ الحدق |  | عضباً حساماً وسناناً يأتلق |

ثم انطلق يعدو به فرسه فحمل عليه بعض القوم فاستطرد له ثم قتله ربيعة. ثم رمى نبيشة بن حبيب السلمي ربيعة بسهم فلحق ربيعة بمن كان معهم من الظعن يستدمي حتى انتهى لأمه فقال: «اجعلي على يدي عصابة» وهو يرتجز:

| شدي على عصب أم سيار      |  | فـقد رزيت فارساً كالدينار |
| يطعن بالرمح أمام الأدبار |  |                          |

فقالت أمه:

| إنا بنو ثعلبة بن مالك  |  | مرزأ أخيارنا كذلك      |
| من بين مقتول وبين هالك |  | ولا يكون الرزء إلا ذلك |

وشدت عليه عصابة، فاستسقاها ماءً فقالت له : «إن شربت الماء مت»، فكر راجعاً يشتد على القوم، وظل ينزف دمه حتى أثخن ورموه بالنبل ولم يجرؤ أحد منهم أن يقترب منه فقال للظعينة: «أوضعن ركابكن حتى تنتهين إلى البيوت فاني ميت من هذا السهم وسوف أبقى لكم دونهم على العقبة وأعتمد على رمحي فلن يقدموا عليكن ما أفمت مكاني»، وقال أبو عبيدة عمرو بن العلاء في ذلك:
قال الجاحظ معلقاً على قصة موته راكباً، حمايةً للظعائن «ولو كان الأمر كما قالوا لما كان للتي خص الله بها سليمان بن داود - عليهما السلام - فضيلة على حال ربيعة بن مكدم. قال الله عز وجل : (ولما قضينا عليه الموت ما دلهم على موته إلا دابة الأرض تأكل منسأته فلما خر تبينت الجنه)، الآية، فهذا إنما كان شيئاً خصّ الله به سليمان، وهو من علامات النبيين، وبرهانات المرسَلين».
ثم ألقوا على ربيعة أحجارا، ومر ذات يوم حسان بن ثابت شاعر النبي محمد وقيل ضرار بن الخطاب الفهري القرشي على قبر ربيعة بن مكدم بثنية كعب وقيل بثنية غزال، فنفرت ناقته من تلك الأحجار، فقال يرثيه ويعتذر ألا يكون عقر على قبره، ويدعو بني علي وهم بنو عبد مناة بن كنانة أن يثأروا له:

| نفرت قلوصي من حجارة حرة   |  | بنيت على طلق اليدين وهوب  |
| لا تنفري يا ناق منه فإنه  |  | شريب خمر مسعر لحروب       |
| لولا السفار وبعد خرق مهمه |  | لتركتها تحبو على العرقوب  |
| فر الفوارس عن ربيعة بعدما |  | نجاهم من غمة المكروب      |
| يدعوا عليا حين أسلم ظهره  |  | فلقد دعوت هناك غير مجيب   |
| لله در بني علي إن هم      |  | لم يحمشوا غزوا كولغ الذيب |
| نعم الفتى أدى نبيشة بزه   |  | يوم الكديد نبيشة بن حبيب  |
| لا يبعدن ربيعة بن مكدم    |  | وسقى الغوادي قبره بذنوب   |

فبلغ شعره بني كنانة ، فقالوا: «والله لو عقرها لسقنا إليه ألف ناقة سود الحدق».
ورثاه أيضا عبد الله بن جذل الطعان الكناني بعدة قصائد منها:

| خلى علي ربيعة بن مكدم     |  | حزنا يكاد له الفؤاد يزول |
| فإذا ذكرت ربيعة بن مكدم   |  | ظلت لذكراه الدموع تسيل   |
| نعم الفتى حسبا وفارس بهمة |  | يردي بشكته أقب ذؤول      |
| سبقت به يوم الكديد منية   |  | والناس إما ميت وقتيل     |
| فإذا لقيت ربيعة بن مكدم   |  | فعلى ربيعة من نداه قبول  |
| كيف العزاء ولا تزال خريدة |  | تبكي ربيعة غادة عطبول    |
| يأبى لِي اللَّه المذلة إنما  |  | يعطى المذلة عاجز تنبيل   |

وقال عبد الله بن جذل الطعان أيضا:

| لأطلبن بربيعة بن مكدم |  | حتى أنال عصية بن معيص |
| بقياد كل طمرة ممحوصة  |  | ومقلص عبل الشوى ممحوص |

وقال أيضا:

| ألا لله در بني فراس     |  | لقد أورثتم حزنا وجيعا    |
| غداة ثوى ربيعة في مكر   |  | تمج عروقه علقا نجيعا     |
| فلن أنسى ربيعة إذ تعالى |  | بكاء الظعن تدعو يا ربيعا |

وقال أيضا:

| نادى الظعائن يَا ربيعة بعدما |  | لم يبق غير حشاشة وفواق |
| فأجابها والرمح فِي حيزومه    |  | أنفا بطعن كالشعيب دفاق |
| يَا ريط إن ربيعة بْن مكدم     |  | وربيع قومك آذنا بفراق  |
| ولئن هلكت لرب فارس بهمة     |  | فرجت كربته وضيق خناق   |

وقال أيضا:

| ولست لحاضر إن لم أزركم |  | كتائب من كنانة كالصريم |
| عَلَى قب الأياطل مضمرات  |  | أضر بنيها علك الشكيم   |

وقالت أم عمرو بنت مكدم الكنانية أخت ربيعة ترثيه:

| ما بال عينك منها الدمع مهراق |  | سحا فلا عازب عنها ولا راقي  |
| أبكي على هالك أودى فأورثني   |  | بعد التفرق حزنا حره باقي    |
| لو كان يرجع ميتا وجد ذي رحم  |  | أبقى أخي سالما وجدي واشفاقي |
| أو كان يفدى لكان الأهل كلهم  |  | وما أثمر من مال له واقي     |
| لكن سهام المنايا من نصبن له  |  | لم ينجه طب ذي طب ولا راقي   |
| فاذهب فلا يبعدنك الله من رجل |  | لاقى التي كل حي مثلها لاقي  |
| فسوف أبكيك ما ناحت مطوقة     |  | وما سريت مع الساري على ساقي |
| أبكي لذكرته عبرى مفجعة       |  | ما إن يجف لها من ذكره ماقي  |

وقال حسان بن ثابت الخزرجي الأنصاري شاعر الرسول يرثي ربيعة ويحض على من قتله ويعاتب بني بكر بن عبد مناة بن كنانة «بني علي» على عدم نصرتهم لبني عمهم من بني مالك بن كنانة ويحثهم على أخذ الثأر:

| ولأصرفن سوى حذيفة مدحتي       |  | لفتى الشتاء وفارس الأجراف |
| مأوى الضريك إذا الرياح تناوحت |  | ضخم الدسيعة مخلف متلاف    |
| من لا يزال يكب كل ثقيلة       |  | كوماء غير مسائل منزاف     |
| رحب المباءة والجناب موطأ      |  | مأوى لكل معتق بسواف       |
| فسقى الغوادي قبرك ابن مكدم    |  | من صوب كل مجلجل وكاف      |
| أبلغ بني بكر وخص فوارسا       |  | لحقوا الملامة دون كل لحاف |
| أسلمتم جذل الطعان أخاكم       |  | بين الكديد وقلة الأعراف   |
| حتى هوى متزايلا أوصاله        |  | للحد بين جنادل وقفاف      |
| لله در بني علي إن هم          |  | لم يثأروا عوفا وحي خفاف   |

وقال الشاعر كعب بن زهير بن أبي سلمى المزني يرثي ربيعة بن مكدم:

| بان الشباب وكل إلف بائن    |  | ظعن الشباب مع الخليط الظاعن |
| قالت أميمة ما لجسمك شاحبا  |  | وأراك ذا بث ولست بدائن      |
| غضي ملامك إن بي من لومكم   |  | داء أظن مماطلي أو فاتني     |
| أبلغ كنانة غثها وسمينها    |  | الباذلين رباعها بالقاطن     |
| أن المذلة أن تطل دماؤكم    |  | ودماء عوف تقتضى بضغائن      |
| أموالكم عوض لهم بدمائهم    |  | ودماؤكم كلف لهم بظعائن      |
| طلبوا فأدرك وترهم مولاهم   |  | وأبت محاملكم إباء الحارن    |
| شدوا المآزر فاثأروا بأخيكم |  | إن الحفائظ نعم ربح الثامن   |
| كيف الحياة ربيعة بن مكدم   |  | يغدى عليك بمزهر أو قائن     |
| وهو التريكة بالعراء وحارث  |  | فقع القراقر بالمكان الواتن  |
| كم غادروا لك من أرامل عيا  |  | جزر الضباع ومن ضريك واكن    |

## الحروب بين بني فراس وسليم بعد مقتله
وبعد مقتل ربيعة بن مكدم أغارت بنو سليم على بني فراس مجددا في برزة فدعا عبد الله بن جذل الطعان الكناني إلى المبارزة فخرج له هند بن خالد بن صخر بن الشريد السلمي فقال له عبد الله بن جذل الطعان: «أخوك أسن منك»، فرجع هند إلى مالك فأخبره وكان مالك بن خالد بن صخر بن الشريد السلمي يسمى ذا التاج إذ أن بني سليم توجوه عليهم ملكا فارتجز عبد الله قائلا:

| ادن بني قرف القمع |  | إني إذا الموت كنع |
| لا أستغيث بالجزع  |  |                   |

فشد عبد الله على مالك فقتله فبرز له كرز بن خالد بن الشريد السلمي فبارزه عبد الله فقتله وهو يقول:

| قد علم الندمان إذ أساقيه |  | وعلم القرن إذا ألاقيه |
| أني لكل راهن أكافيه      |  |                       |

فخرج أخوهما عمرو بن خالد بن الشريد السلمي ليبارز عبد الله بن جذل الطعان وهو يقول:

| هذا مقامي وأمرت أمري |  | فبشروا بالثكل أم عمرو |

فتخالسا طعنتين وجرح كل منهما صاحبه وتحاجزا، وفي ذلك اليوم يقول عبد الله بن جذل الطعان الكناني:

| تجنبت هندا رغبة عن قتاله   |  | إلى مالك أعشو إلى ضوء مالك |
| فأيقنت أني ثائر ابن مكدم   |  | غداتئذ أو هالك في الهوالك  |
| فأنفذته بالرمح حين طعنته   |  | معانقة ليست بطعنة باتك     |
| وأثنى لكرز في الغبار بطعنة |  | علت جلده منها بأحمر عاتك   |
| قتلنا سليما غثها وسمينها   |  | فصبرا سليما قد صبرنا لذلك  |
| دهمناهم بالخيل تشتد بالضحى |  | بغابات أثل مشرفات الحوارك  |
| فدى لهم نفسي وأمي فدى لهم  |  | ببرزة إذ يخبطنهم بالسنابك  |
| فإن تك نسواني بكين فقد بكت |  | كما قد بكت أم لكرز ومالك   |

وقال أيضاً:

| قتلنا مالكا فبكوا عليه  |  | وهل يغني من الجزع البكاء؟ |
| وكرزا قد تركناه صريعا   |  | تسيل على ترائبه الدماء    |
| فإن تجزع لذاك بنو سليم  |  | فقدو أبيهم غلب العزاء     |
| فصبرا يا سليم كما صبرنا |  | وما فيكم لواحدنا كفاء     |
| فلا تبعد ربيعة من نديم  |  | أخو الهلاك إن ذم الشتاء   |
| وكم من غارة ورعيل خيل   |  | تداركها وقد حمس اللقاء    |

فلما علمت العرب بذلك قال يزيد بن عمرو بن خويلد بن الصعق الكلابي الهوازني يرثي مالكا، ويحض عباس الأصم الرعلي السلمي على بني فراس:

| لعمري وما عمري على بهين       |  | لقد خبر الركب اليماني فأوجعا  |
| نعوا مالكا فقلت ليس بمالك     |  | ولم أستطع عن مالك ثم مدفعا    |
| فأبلغ سليما أن مقتل مالك      |  | أذل سهول الأرض والحزن أجمعا   |
| فلله عينا من رأى مثل مالك     |  | قتيلا بحزن أو قتيلا بأجرعا    |
| فلا تشربن خمرا ولا تأت حاصنا  |  | أبا أنس حتى يروك مقنعا        |
| فلو مالك يبغي الترات لقد رأوا |  | رأوانواصي خيل تنفض السم منقعا |
| أنازلة غدوا فراس بفخرها       |  | عكاظ ولم نجزئ لها الصاع مترعا |

فأجابه عبد الله بن جذل الطعان الكناني قائلا:

| لعمري لقد سحت دموعك ضلة    |  | تبكي على قتلى سليم وأشجعا     |
| فهلا شتيرا أو مصاد بن خالد |  | بكيت ولم تترك لها الدهر مجزعا |
| تبكي على قتلى سليم سفاهة   |  | وتترك من أمسى مقيما بضلفعا    |
| كمرضعة أولاد أخرى وضيعت    |  | بنيها فلم ترقع لذلك مرقعا     |
| لقد تركت أفناء خندف كلها   |  | لعينيك مبكى إن بكيت ومدمعا    |
| تحرض عباسا علينا وعنده     |  | بلاء طعان صادق يوم نصرعا      |
| فإنا بهذا الجزع قد تعلمونه |  | وإن على الجفرين دهما ممنعا    |

فلما بلغ بني سليم قول يزيد بن عمرو الكلابي الهوازني، قالت بنو الشريد من سليم: وما لرجل من بني رعل يطلب ثأرنا، يقصدون عباس الأصم الرعلي السلمي فحرموا النساء والدهن وشرب الخمر على أنفسهم أو يدركوا ثأرهم من بني فراس من كنانة. فغزا عمرو بن خالد بن صخر بن الشريد السلمي بقومه في ألف فارس وألف رام بني فراس من كنانة وذلك في الفيفاء، فاقتتلوا قتالا شديدا، تناصفوا فيه، وعلى بني فراس عبد الله بن جذل الطعان الفراسي الكناني، فقتلوا منهم وسبوا سبيا فيهم أم عمرو بنت مكدم، فقال العباس بن مرداس السلمي أحد سادة بني سليم:

| ألا أبلغا عني ابن جذل ورهطه   |  | فكيف طلبناكم بكرز ومالك     |
| غداة فجعناكم بسعر وبابنه      |  | وبابن المعلى عاصم والمعارك  |
| ثمانية منكم ثأرناكم بها       |  | جميعا وما كانوا بواء بمالك  |
| قتلناكم ما بين مثنى وموحد     |  | تكبكم أرماحنا في المعارك    |
| نذيقكم والموت يبني سرادقا     |  | عليكم بنا حد السيوف البواتك |
| تلوح بأيدينا كما لاح بارق     |  | تلألأ في داج من الليل حالك  |
| فطورا نلاقيكم وطورا نعلكم     |  | بخطية فيها سمام النيازك     |
| صبحناكم العوج العناجيج بالضحى |  | تمر بنا مر الرياح السواهك   |
| إذا خرجت من هبوة بعد هبوة     |  | سمت نحو ملتف من الموت شابك  |
| موكلة بالسير نحو عدونا        |  | وبالركض منا الملحق المتدارك |

وقالت هند بنت صخر بن الشريد السلمية:

| قتلت بمالك عمرا وحصنا     |  | وجليت القتام عن الخدود  |
| وكرزا قد أبأت به شريحا    |  | على إثر الفوارس بالكديد |
| جزيناهم بما انتهكوا وزدنا |  | عليهم مثل ذاك من المزيد |
| جلبنا من جنوب الفرد جردا  |  | كطير الماء غلس المورود  |
| عليها كل أروع أريحي       |  | كضوء البدر من آل الشريد |
| صبحنا الحي حي بني فراس    |  | ململمة توقد في الحديد   |

فلما رأت أم عمرو بنت مكدم الكنانية نساء بني سليم يبكين مالكا وكرزا ذكرت أخاها ربيعة بن مكدم فقالت ترثيه:

| هلا على الفياض عمرو بن مالك |  | تبكين إذ تبكين وابن مكدم      |
| فتى هو خير من أخيكن مالك    |  | إذا احمر أطراف الرماح من الدم |
| وشبت حروب بينكم وتقصفت      |  | عوال بأيدي شجعة غير لوم       |

ولم تزل الحروب والمغاورات بين بني فراس وقبيلة سليم، وقتل في حروبهم تلك نبيشة بن حبيب السلمي قاتل ربيعة بن مكدم. ولم تدرك بنو سليم البواء بمن قتلت بنو فراس منها، حتى جاء الإسلام وكان يوم فتح مكة، سرية خالد بن الوليد (بني جذيمة)|فوجه رسول الله، خالد بن الوليد إلى أهل الغميصاء وهم بنو جذيمة من كنانة، وأرسل مع خالد بني سليم، وكانت بنو كنانة قتلت عم خالد بن الوليد واسمه الفاكه بن المغيرة في الجاهلية، وكانت بنو سليم تطلب كنانة بما أصابوا منهم من القتلى، فأكثروا القتل في أسرى سرية خالد بن الوليد من بني جذيمة من كنانة للثأر القديم والترة التي كان خالد يطلبهم بها بدم عمه، فوداهم رسول الله وقال: « اللهم إني أبرأ إليك مما صنع خالد ! » فقالت سلمى بنت خالد الكنانية من بني جذيمة الكنانيين في ذلك:

| ولولا مقال القوم للقوم أسلموا |  | للاقت سليم يوم ذلك ناطحا     |
| لماصعهم بشر وأصحاب جحدم       |  | ومرة حتى يتركوا الأمر صابحا  |
| فكائن ترى يوم الغميصاء من فتى |  | أصيب ولم يشمل له الرأس واضحا |
| ومن سيد كهل عليه مهابة        |  | أصيب ولم يجرح وقد كان جارحا  |
| ألظت بخُطاب الأيامى وطلقت      |  | غداتئذ منهن من كان ناكحا     |